# وادریخم
وادریخم (به هلندی: Woudrichem) یک شهرستان در هلند است که در برابانت شمالی واقع شده‌است. وادریخم ۰ متر بالاتر از سطح دریا واقع شده‌است.

## نگارخانه

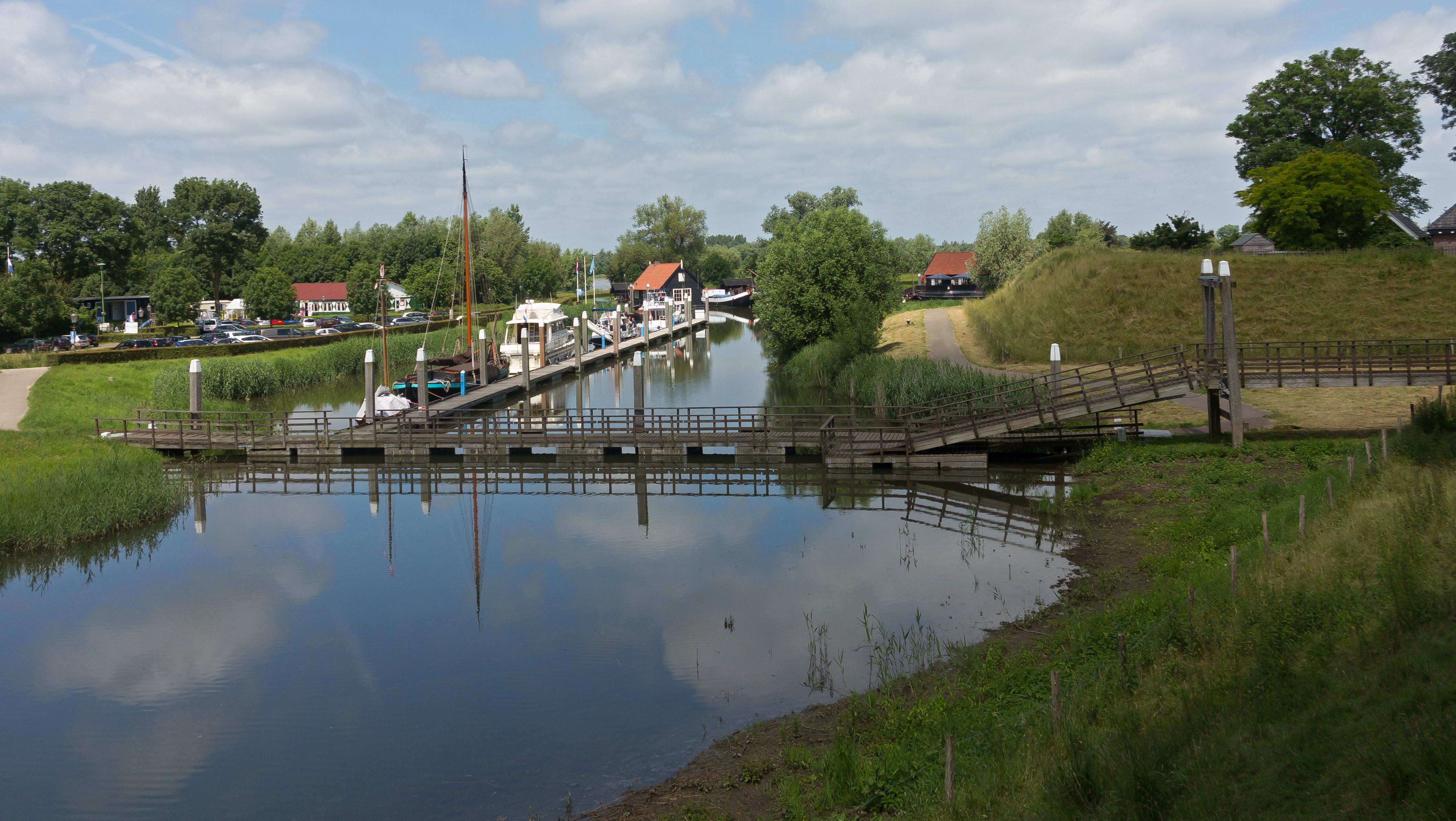
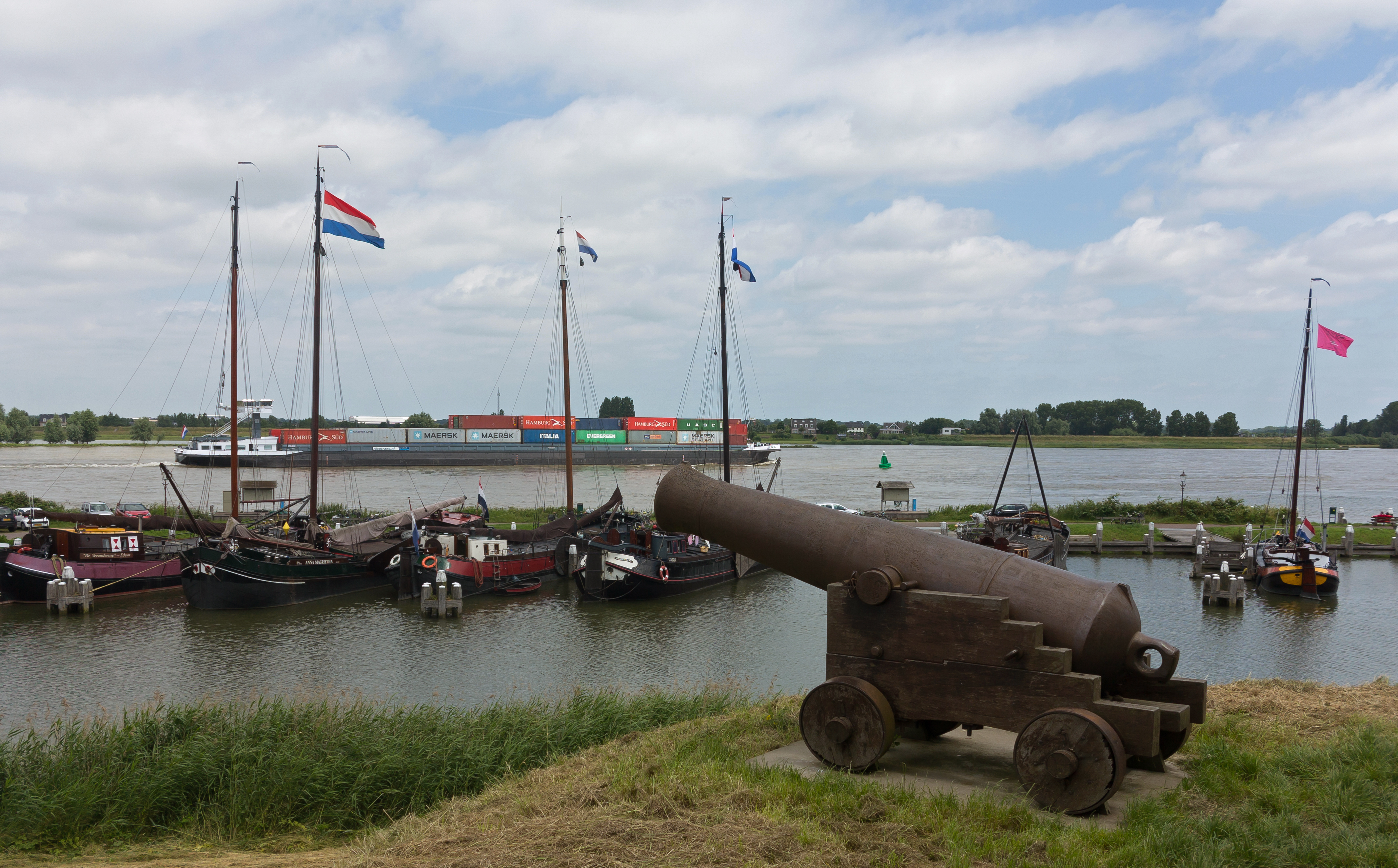
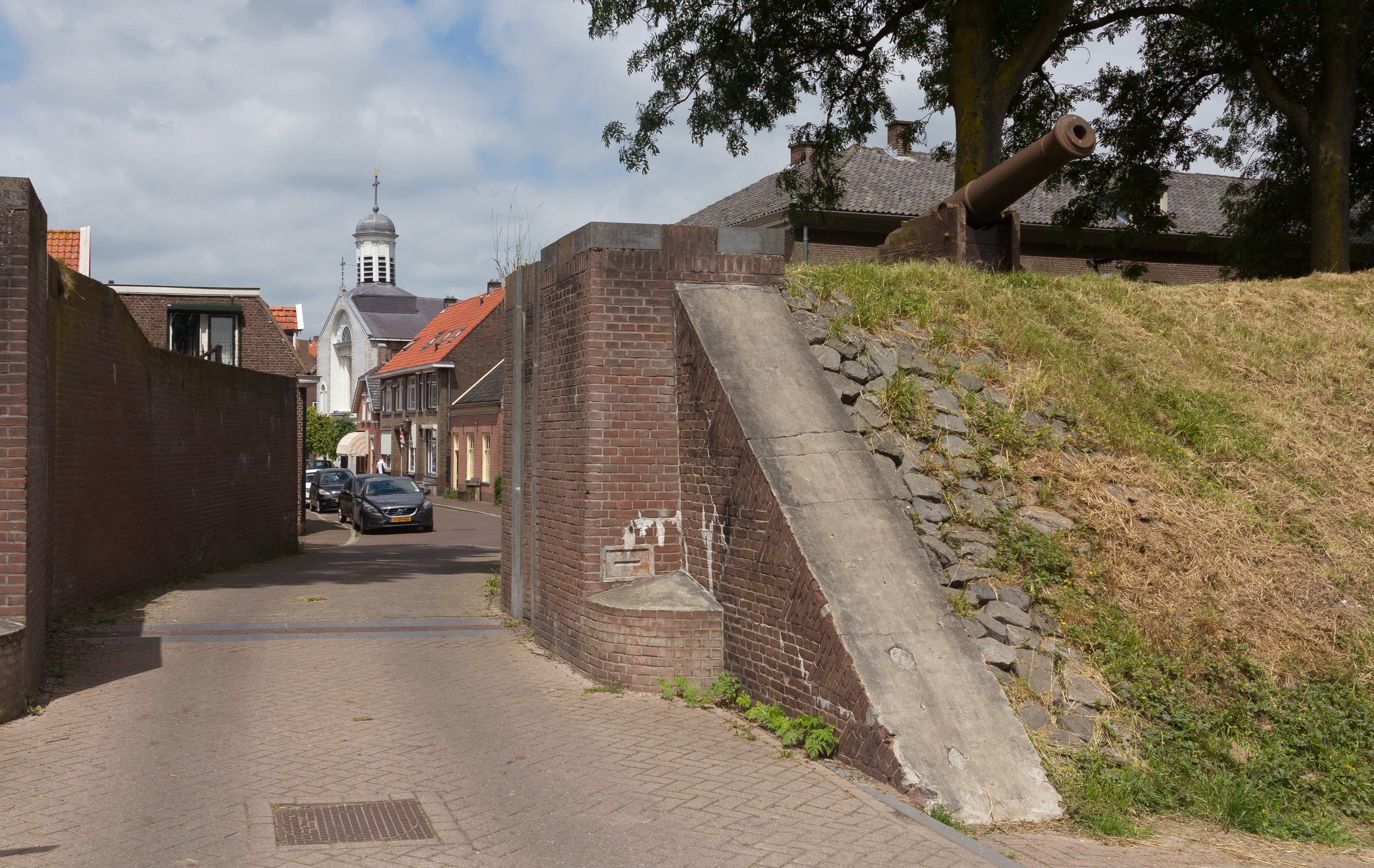
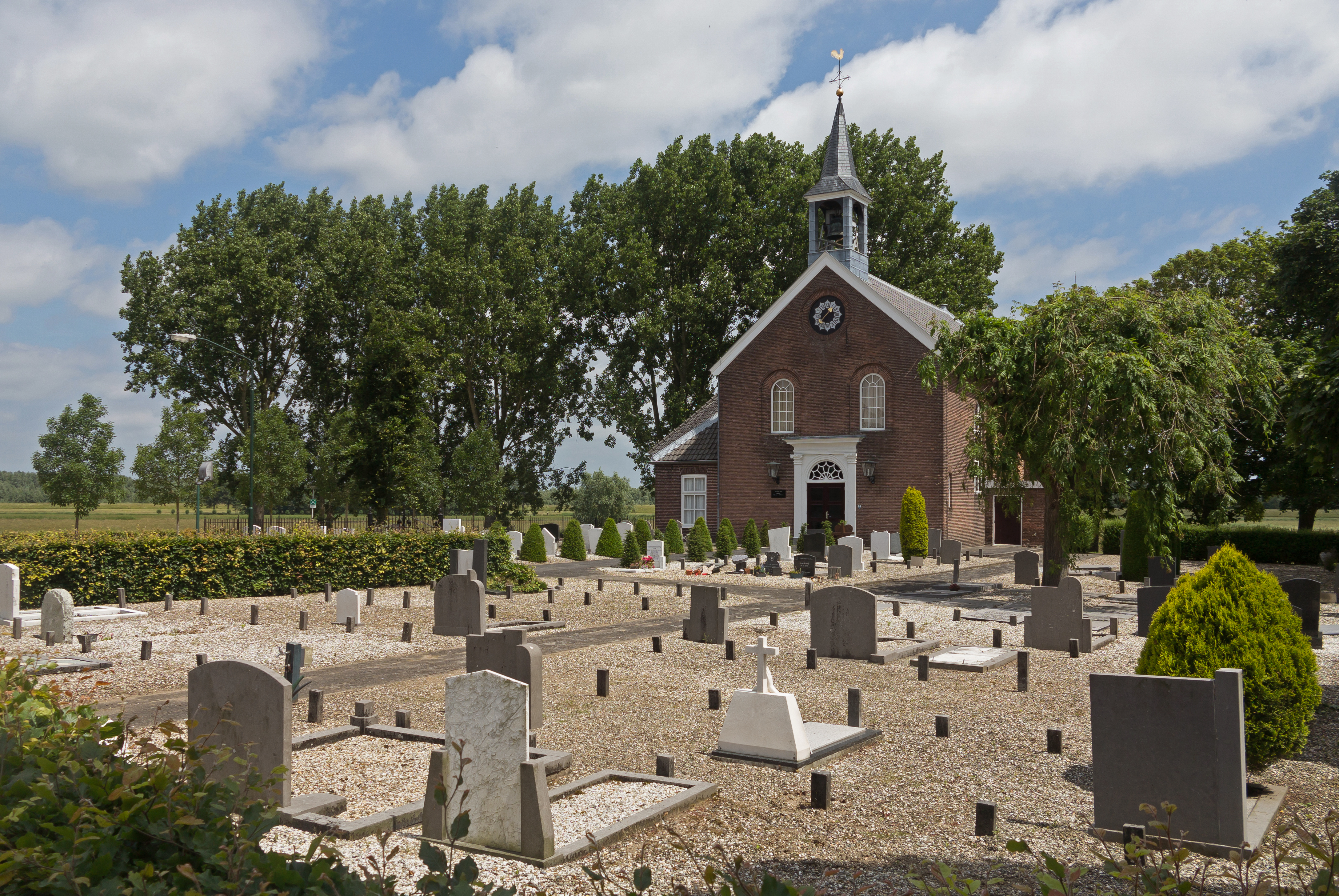